# Barrea
Barrea es una  localidad italiana de la provincia de L'Aquila, región de Abruzos de 769 habitantes. Es una localidad turística muy notable gracias al lago y el hecho de ser uno de los centros principales del parque nacional de Abruzzos Lacio y Molise.

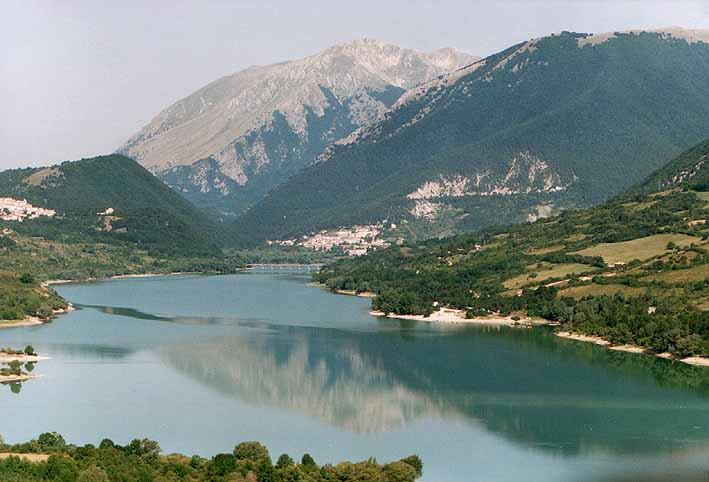
Lago de Barrea.

## Evolución demográfica
| Gráfica de evolución demográfica de Barrea entre 1861 y 2001 |
|                                                              |
| Fuente ISTAT - Elaboración gráfica hecha por Wikipedia       |